# Птицына, Надежда Владимировна
Надежда Владимировна Птицына (род. 29 августа 1930, Москва) — российский учёный, специалист в области зарядостроения, лауреат Государственной премии СССР (1978).

## Биография
Дочь кинорежиссёра Владимира Легошина.
В 1952 году окончила физический факультет Московского государственного университета.
В 1952—1956 годах работала в Физико-энергетическом институте в Обнинске.
С 1956 года — в НИИ-1011 (ныне Всероссийский научно-исследовательский институт технической физики): научный сотрудник, старший инженер (1958), начальник группы (1968), старший научный сотрудник (1970), ведущий научный сотрудник (1995).
Участвовала в разработке и испытаниях ядерных зарядов.
Кандидат физико-математических наук (1971). Доктор физико-математических наук (2010).
Лауреат Государственной премии СССР (1978). Награждена орденом «Знак Почёта», медалью «За трудовую доблесть» (1954), знаком «Ветеран атомной энергетики и промышленности» (1998).
Живёт в Снежинске.